# Monceaux-le-Comte
Monceaux-le-Comte is een gemeente in het Franse departement Nièvre (regio Bourgogne-Franche-Comté) en telt 160 inwoners (2009). De plaats maakt deel uit van het arrondissement Clamecy.

## Geografie
De oppervlakte van Monceaux-le-Comte bedraagt 3,3 km², de bevolkingsdichtheid is 48,8 inwoners per km².
De onderstaande kaart toont de ligging van Monceaux-le-Comte met de belangrijkste infrastructuur en aangrenzende gemeenten.

## Demografie
Onderstaande figuur toont het verloop van het inwonertal (bron: INSEE-tellingen).